# Ленглі (Оклахома)
Ленглі (англ. Langley) — місто (англ. town) в США, в окрузі Мейз штату Оклахома. Населення — 606 осіб (2020).

## Географія
Ленглі розташоване за координатами 36°27′57″ пн. ш. 95°2′45″ зх. д. / 36.46583° пн. ш. 95.04583° зх. д. (36.465793, -95.045748).  За даними Бюро перепису населення США в 2010 році місто мало площу 3,96 км², уся площа — суходіл.

## Демографія
Згідно з переписом 2010 року, у місті мешкало 819 осіб у 349 домогосподарствах у складі 215 родин. Густота населення становила 207 осіб/км².  Було 481 помешкання (122/км²).
Расовий склад населення:
| - 69,8 % — білих - 21,0 % — корінних американців - 0,9 % — азіатів - 0,7 % — чорних або афроамериканців - 0,1 % — вихідців з тихоокеанських островів |

До двох чи більше рас належало 6,6 %. Частка іспаномовних становила 3,7 % від усіх жителів.
За віковим діапазоном населення розподілялося таким чином: 21,9 % — особи молодші 18 років, 56,1 % — особи у віці 18—64 років, 22,0 % — особи у віці 65 років та старші. Медіана віку мешканця становила 46,0 року. На 100 осіб жіночої статі у місті припадало 91,8 чоловіків;  на 100 жінок у віці від 18 років та старших — 89,9 чоловіків також старших 18 років.
Середній дохід на одне домашнє господарство  становив 39 691 долар США (медіана — 31 683), а середній дохід на одну сім'ю — 46 527 доларів (медіана — 40 938). Медіана доходів становила 33 333 долари для чоловіків та 26 250 доларів для жінок. За межею бідності перебувало 29,0 % осіб, у тому числі 42,3 % дітей у віці до 18 років та 14,4 % осіб у віці 65 років та старших.
Цивільне працевлаштоване населення становило 254 особи. Основні галузі зайнятості: роздрібна торгівля — 18,9 %, освіта, охорона здоров'я та соціальна допомога — 14,2 %, мистецтво, розваги та відпочинок — 13,4 %.